# Jakuten-Pferd
Das Jakuten-Pferd (kurz: Jakute) ist eine aus der ostrussischen Republik Sacha (auch Jakutien) stammende, robuste und kräftige Pferderasse beziehungsweise ein Kleinpferd, das dort seit Jahrhunderten als Reit- und Packpferd, aber auch als Fleisch- und Milchlieferant genutzt wird.
Die Rasse, die nochmals in drei Typen unterteilt wird, zeigt eine durchschnittliche Widerristhöhe von 139 Zentimetern bei Hengsten und 135 cm bei Stuten. Ihre Statur, die dicke Mähne und das schwere Haarkleid teilen die Jakuten mit anderen nördlichen Rassen wie Shetlandpony, Fjordinger und Islandpferd, darunter die kräftige Statur, dicke Mähne und schweres Haarkleid.
Wie Isländer gehören Jakuten zu den Gangpferden, da sie nicht nur über die Grundgangarten Schritt, Trab und Galopp verfügen, sondern zusätzlich über die genetisch fixierte Gangart Tropota, bei uns bekannt als Tölt. Dieser Gang eignet sich für Arbeiten in Wäldern oder auf schmalen, kurvenreichen Pfaden und in Sumpfgebieten. Im Tropota können die Pferde an einem Tag siebzig bis nahezu hundert Kilometer zurücklegen und das mit einer Traglast von bis zu 100 Kilogramm.
Die herausragendste Eigenschaft dieses Kleinpferdes ist jedoch die Anpassung an das extrem kalte subarktische Klima: Sie ertragen Temperaturen von bis zu −70 °C und sind in der Lage, Gras und Weidekräuter auch unter einer tiefen Schneedecke zu finden. Für die biologische Wissenschaft ist es bedeutsam, dass sich diese Anpassung einer Nutztierrasse durch natürliche Selektion unter den rauen Bedingungen Nord- und Mittelsibiriens innerhalb nur weniger Jahrhunderte entwickelt hat.

## Zuchtgeschichte

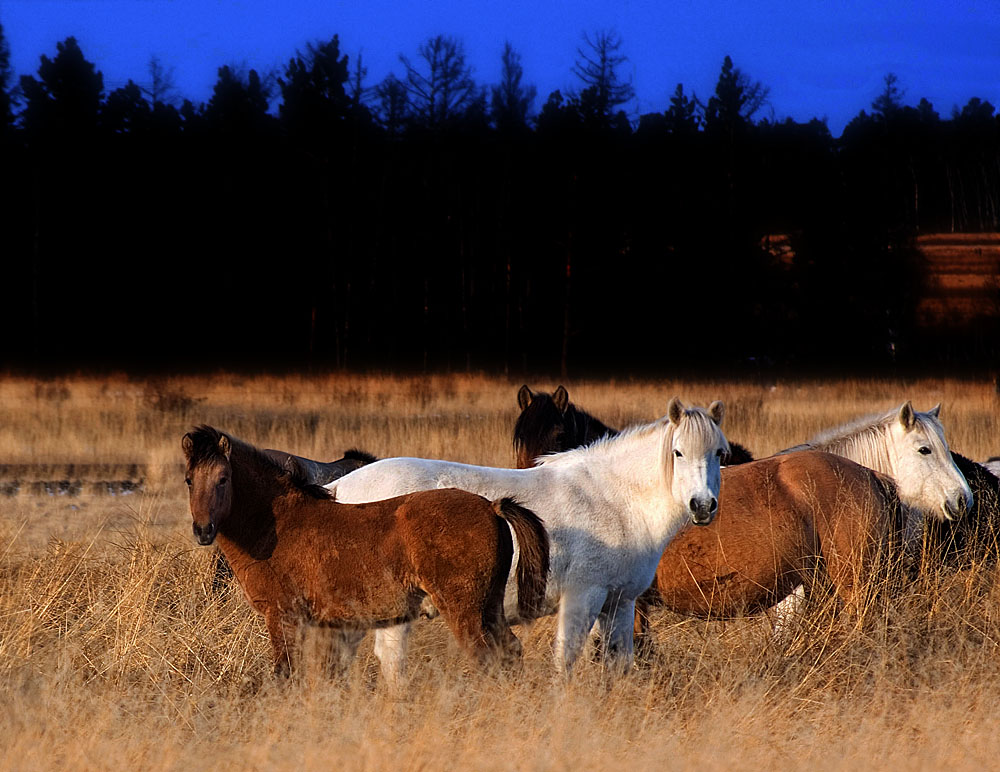
Jakutische Pferde im Herbst

Durch genetische Untersuchungen im Jahr 2015 wurde festgestellt, dass jakutische Pferde nicht von den „wilden“ (strenggenommen verwilderten) Przewalskipferden Zentralasiens abstammen. Die meisten Autoren nehmen an, dass sie auf die bereits domestizierten Hauspferde der Jakuten zurückgehen, die vom 13. bis zum 15. Jahrhundert von Südwesten nach Mittel-Ostsibirien einwanderten. Die extrem schnelle Anpassung an das subarktische Klima lässt jedoch auch den Schluss zu, dass das Jakuten-Pferd ganz oder teilweise auf heute ausgestorbene, spätpleistozäne Wildpferde zurückgeht, die schon lange zuvor in der Kältesteppe lebten. Die wenigen Genomproben, die bisher untersucht wurden, stützen jedoch eher die Einwanderungshypothese.
Das jakutische Volk entwickelte seither erfolgreich eine traditionelle Wirtschaftsform, die auf der Pferde- und Viehzucht basierte, wobei die Pferde früher hauptsächlich als Fleisch- und Milchlieferanten genutzt wurden.

## Charakteristika

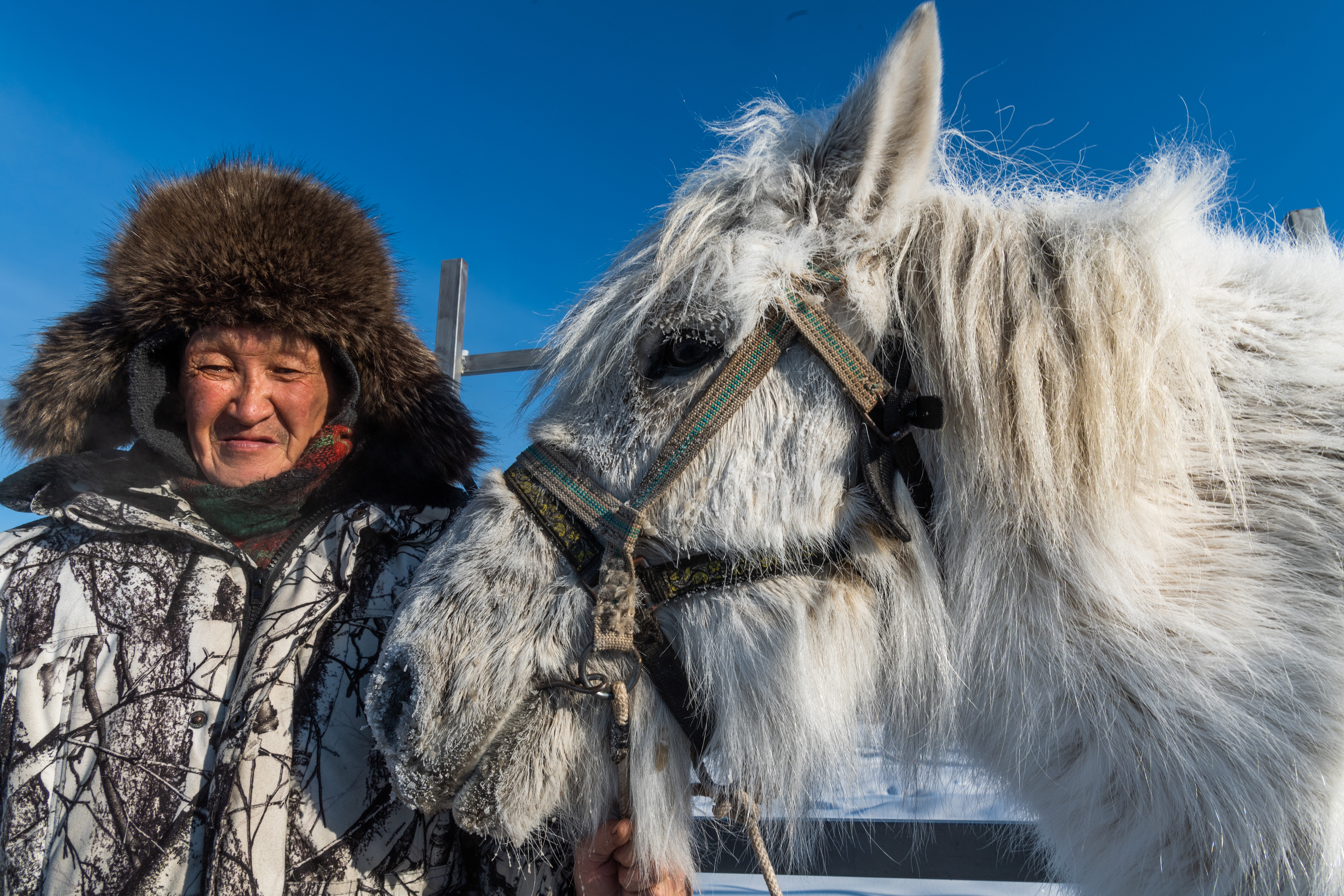
Jakute aus dem Dorf Oimjakon mit seinem Pferd

Das jakutische Pferd ist die am besten an extrem kaltes Klima und tiefe Schneedecken (7–8 Monate) angepasste Pferderasse der Welt. Während das Jakuten-Rind im Winter in Ställen gehalten wird, leben diese Pferde halbwild in Taiga und Tundra, vorzugsweise in baum- und gebüschfreien, grasbewachsenen Talauen. Diese Anpassung hat zu typischen Körpermerkmalen geführt: Die Haut ist dick und die Behaarung ist außergewöhnlich dicht mit bis zu 15 cm langen Grannenhaaren im Winterfell. Diese Merkmale schützen nicht nur vor Kälte, sondern auch vor den Stichen der sommerlichen Insektenschwärme.
Nach der Allenschen Regel für Warmblüter in kalten Klimaten zeigen auch die Jakutenpferde verkürzte Gliedmaßen, kleine Ohren und eine kurze Schweifrübe sowie einen insgesamt kompakten Körperbau. Vergleicht man nur wenig züchterisch veränderte Pferderassen, trifft auch die Bergmannsche Regel zu, nach der die Körpergröße warmblütiger Arten polwärts zunimmt. Beide Anpassungen reduzieren die Größe der Körperoberfläche im Verhältnis zur Masse und verringern so den Wärmeverlust.
Auch der Stoffwechsel und der Hormonhaushalt jakutischer Pferde zeigt einige Besonderheiten: Während der kurzen Vegetationsperiode sind sie in der Lage, sehr schnell Fettreserven aufzubauen. Im Frühjahr ist besonders der Kohlenhydratstoffwechsel bei trächtigen Stuten erhöht; vermutlich um das Wachstum des Fötus zu beschleunigen. Im Winter hingegen ist der Stoffwechsel der Tiere deutlich verlangsamt. Bei extremer Kälte reduziert sich das Volumen ihres zirkulierenden Blutes und es finden sich vermehrt Stoffe im Blut, die wie Frostschutzmittel wirken.
Der Kopf des Jakuten-Pferdes ist groß und wird als derb bezeichnet. Der Hals ist gerade und breit, der Rumpf kompakt und tief mit einem langen Rücken und abfallender Kruppe. Die Gliedmaßen sind stabil mit kurzen Röhrenbeinen. Die breiten Hufe reduzieren das Einsinken in Moor und Schnee.
Ausgewachsene Pferde liefern um 228 kg Frischfleisch, Stuten in sechs Monaten 1200 bis 1700 kg Milch.
Der Jakut reift nur langsam und erreicht erst im Alter von fünf bis sechs Jahren seine volle Entwicklung. Die Rasse ist entsprechend langlebig und Zuchtstuten oder Arbeitswallache im fortgeschrittenen Alter sind häufig. Das Pferd wird das ganze Jahr über draußen gehalten, ohne vor rauem Wetter geschützt zu werden. Heu wird nur im Frühjahr an Jungtiere verfüttert, wenn der Schnee zu tief ist, um an Gräser zu gelangen. Im Gegensatz zu vielen Pferderassen, die in kalten Klimaten gezüchtet wurden, eignet sich der Jakut jedoch auch für wärmeres Klima.

### Typen

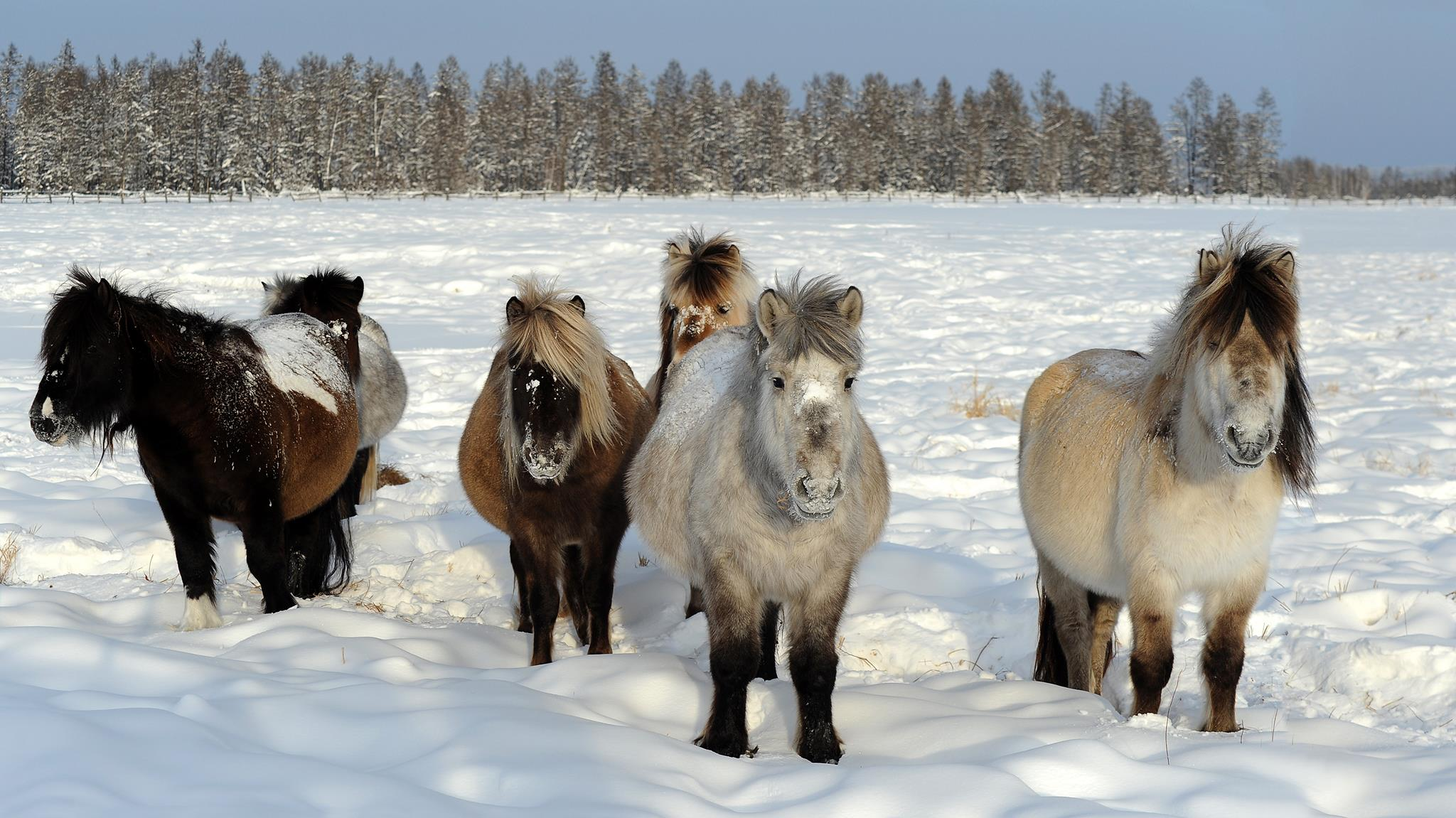
Gruppe jakutischer Pferde im Winter

Die jakutische Pferderasse wird in drei Typen unterteilt:

#### Nordjakute
Der nördliche Typ (auch Kolyma- oder Werchojansk-Pferd genannt) ist der reinrassigste Jakute. Er ist in der Regel rotbraun, grau oder hell graubraun, seltener mausfalb mit Wildpferdemerkmalen wie Aalstrich, Schulterkreuz und Zebrastreifen an den Beinen. Hengste messen durchschnittlich 139 cm am Widerrist, Stuten 137 cm. Dieser homogene Typ mit einem besonders dichten und langen Fell gilt als der wertvollste.

#### Kleiner Südjakute
Der kleinere, südliche Typ ist ebenfalls reinrassig, wird aber aufgrund der geringer ausgebildeten Jakuten-Merkmale weniger geachtet. Die durchschnittliche Körpergröße beträgt 135 cm bei Hengsten und 132 cm bei Stuten.

#### Großer Südjakute
Der größere, südliche Typ (Varianten Suntar, Megezh und Olekminsk) ist am weitesten verbreitet. Allerdings genießt er weniger Wertschätzung, da die Merkmale der eingekreuzten Traber und (in geringem Maße) Kaltblüter deutlich sichtbar sind. Die Hengste haben im Schnitt 141 cm Widerristhöhe und die Stuten messen 136 cm.